# Халхед, Натаниэль Бресси
Натаниэль Бресси Халхед (англ. Nathaniel Brassey Halhed; 25 мая 1751 года, Вестминстер — 18 февраля 1830, Лондон, Великобритания) — английский востоковед и филолог, автор грамматики бенгали.

## Биография
Родился в Вестминстере, образование получил в школе Хэрроу, затем поступил в колледж Крайст-Чёрч в Оксфорде. Здесь он познакомился с Уильямом Джонсом, известным востоковедом, который привлёк его к изучению арабского языка. Получив должность писца в службе Ост-Индской компании, Халхед уехал в Индию и здесь, по предложению Уоррена Гастингса перевёл индусский правовой кодекс с персидской версии оригинального санскритского текста. Этот перевод был опубликован в 1776 году под названием «A Code of Gentoo Laws». В 1778 году он опубликовал грамматику бенгали. Чтобы напечатать её, он основал в Хугли первую бенгальскую типографию. Возможно, он был первым автором, привлекшим внимание к филологической связи санскрита с персидским, древнегреческим и латинским языками. В 1785 году он вернулся в Англию и в 1790—1795 годах был членом парламента от округа Лимингтон, Гемпшир. Некоторое время Халхед был приверженцем Ричарда Бразерса, и его неблагоразумная речь в парламенте в защиту Бразерса сделала для него невозможным далее оставаться в Палате общин, из которой он ушёл в 1795 году. Он умер в Лондоне 18 февраля 1830 года. Его коллекция восточных манускриптов была приобретена Британским музеем, и в библиотеке Азиатского общества в Бенгалии находится незавершённый им перевод «Махабхараты».